# Raffaele Carlesso
Raffaele Carlesso, né à Costa di Rovigo le 15 septembre 1908 et mort à Pordenone le 1er mai 2000, est un alpiniste italien. Il est l'un des grands noms de l'escalade durant la période 1920-1940 connue pour avoir été, dans les Dolomites, l'âge d'or du sesto grado (sixième degré).

## Biographie
Raffaele Carlesso est né à Costa di Rovigo, troisième fils de Pietro, maréchal chez les carabiniers, et de Bartalotta Concetta. Sa famille s'installe à Pordenone alors qu'il a douze ans. Ouvrier du textile, il suit les cours du soir pour obtenir un diplôme technico-commercial. Dès son plus jeune âge, il découvre l'alpinisme dans les Préalpes carniques où il ouvre ses premiers itinéraires difficiles. Appelé sous les drapeaux, dans le 8e régiment alpin de Tolmezzo, il nommé instructeur militaire de montagne.
De 1932 à 1940, il s'installe en Vénétie pour travailler dans les filatures de laine de Schio et Valdagno. Durant cette période, il a ouvert de nouvelles voies, notamment dans le groupe des Petites Dolomites vincentines et dans le groupe de la Civetta. Pendant la guerre, il est envoyé en Sardaigne pour diriger une usine de textiles et de couvertures pour l'armée. Il revient à Pordenone en 1946 où il crée une entreprise de tissus. Il reprend une activité d'alpinisme jusqu'au seuil de ses 80 ans. Il est décédé à Pordenone à l'âge de 91 ans.
En 1931, à l'âge de 23 ans, il est nommé membre du Club alpin italien académique. Il reçoit la médaille d'or de la vaillance athlétique en 1935, le prix San Marco en 1972, l'Agordino d'Oro en 1987, le prix Pape Léon I Magno en 1994 et le prix du CAI en 1996.
À l'occasion du centenaire de sa naissance, son nom est donné au site d'escalade de Dardago - Budoia.

## Alpinisme

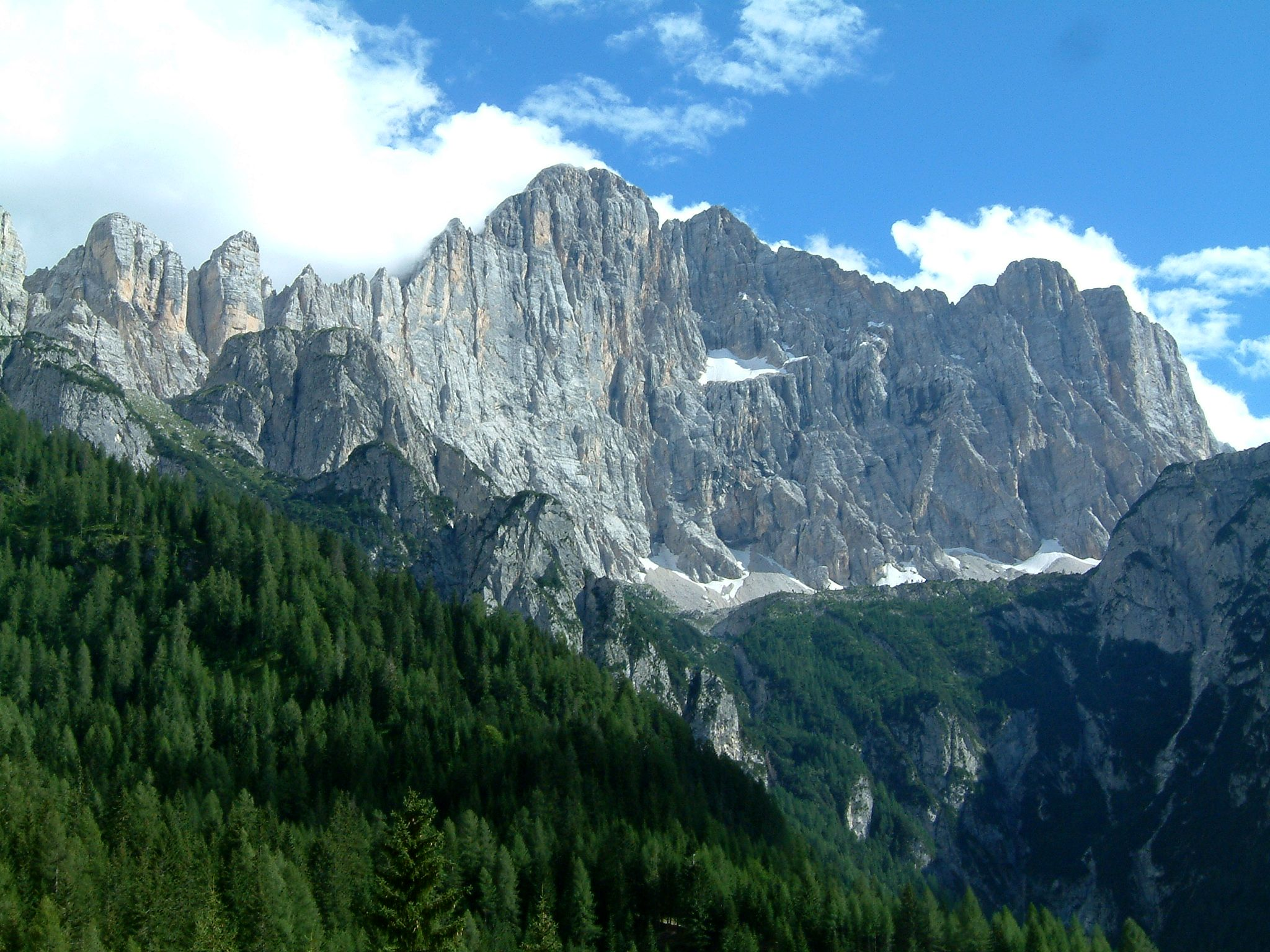
Monte Civetta.

Raffaele Carlesso a été l'un des représentants de l'école italienne d'alpinisme qui, à partir de la fin des années 1920, a mis un terme à la suprématie des alpinistes austro-allemands, dits de l'école de Munich, dans les Dolomites. Il fait partie de ceux qui ont repoussé le niveau maximal de difficulté en escalade et réalisé des voies emblématiques de l'âge d'or du VIe degré. Tout comme Emilio Comici, il s'astreint à une discipline rigoureuse d'entraînement qui lui permet de développer des capacités athlétiques et techniques en escalade libre. Carlesso a toujours pratiqué l'alpinisme en amateur, menant en parallèle sa vie professionnelle. Il n'a laissé aucun journal, aucun rapport de ses exploits, si bien que le nombre exact de ses ascensions n'est pas connu.
Ses principales ascensions sont celles qu'il a réalisées à la Civetta, la première en 1934 avec Bortolo Sandri à la Tour de Trieste, la seconde en 1936 avec Mario Menti à la Tour de Valgrande, toutes deux ont compté parmi les voies les plus difficiles des Dolomites et restent de sérieux défis pour la majorité des grimpeurs.
La carrière de Raffaele Carlesso se caractérise par sa longévité. En 1979, alors qu'il a soixante et onze ans, il reprend la voie Comici à la Cima grande di Lavaredo ; à quatre-vingt ans il grimpe encore des voies engagées dans le sixième degrés.

## Premières notables
- Mur Rouge - Monte Duranno - 1929 - première ascension du mur rouge surplombant de la face sud, 300 m, V
- Via Soldà-Carlesso - Punta Sibele - 1933 - nouvelle voie directe de la face est avec M.L Orsini, 300 m, VII-
- Camino est - Soglio d'Uderle - 4 juin 1933 - première ascension de la face est par la grande cheminée avec T. Casetta et A. Colbertaldo, 250 m, VI-
- Via Carlesso-Menti - Sengio della Sisilla - 1933 - ascension du spigolo sud-est avec M. Menti, 120 m, VI + et A1
- Directe Carlesso - Soglio Rosso - 16 juillet 1933 - voie directe de la face sud avec T. Casetta, 300 m, VI
- Via Carlesso-Sandri - Torre Trieste - 7 et 8 août 1934 - première voie sud avec B. Sandri, 700 m, jusqu'à VIII-
- Carlesso-Casetta - Baffelan - 1935 - voie directe par le mur est à droite des grands toits avec T. Casetta, 250 m, V+
- Via Carlesso-Menti - Torre di Valgrande - 1936 - première ascension de la face nord-ouest avec M. Menti, 500 m, VI et A2
- Via Carlesso - Campanile di Val Montanaia - 1961 - ascension de la fissure est, 120 m, VI +